# Rana pseudodalmatina
Rana pseudodalmatina — вид жаб родини жаб'ячих (Ranidae).

## Поширення
Ендемік Ірану. Поширений на півночі країни у провінціях Мазендеран, Гулістан та Гілян.

## Спосіб життя
Мешкає у лісових районах. Розмножується у неглибоких водоймах. У пуголовків розвинутий канібалізм. Метаморфоз триває з початку квітня до кінця червня. Вид часто інфікується паразитами Haplometra cylindracea і Oswaldocruzia filiformis.